# كأس سلوفينيا 1999–20
كأس سلوفينيا 1999–20 هو موسم من كأس سلوفينيا. كان عدد الأندية المشاركة فيه 32، وفاز فيه نادي ليوبليانا الأولمبي لكرة القدم ‏.